# Systaria procera
Espèce
Systaria procera est une espèce d'araignées aranéomorphes de la famille des Miturgidae.

## Distribution
Cette espèce est endémique du Cambodge. Elle se rencontre dans des grottes dans les provinces de Battambang et de Banteay Mean Chey.

## Description
Le mâle holotype mesure 8,7 mm, les mâles mesurent de 8,2 à 8,7 mm et les femelles de 8,6 à 11,2 mm.

## Publication originale
- Jäger, 2018 : On the genus Systaria (Araneae: Clubionidae) in Southeast Asia: new species from caves and forests. Zootaxa, no 4504(4), p. 524-544.